# Chamaedorea tepejilote
Chamaedorea tepejilote, también conocida como pacaya, es una especie de palmera perteneciente al género Chamaedorea que se encuentra en el sotobosque de los bosques del sur de México, América Central y el norte de Colombia. Es una planta comestible, principalmente por su inflorescencia en Guatemala y El Salvador.

## Descripción
Es una palmera con tallos solitarios que pueden llegar a crecer hasta 7 m de alto. Las hojas están compuestas por 6 a 25 foliolos. Las inflorescencias masculinas son solitarias de 2 a 5 por nodo y 7 a 50 ramas florales. Los frutos son globosos de 1 cm de largo.

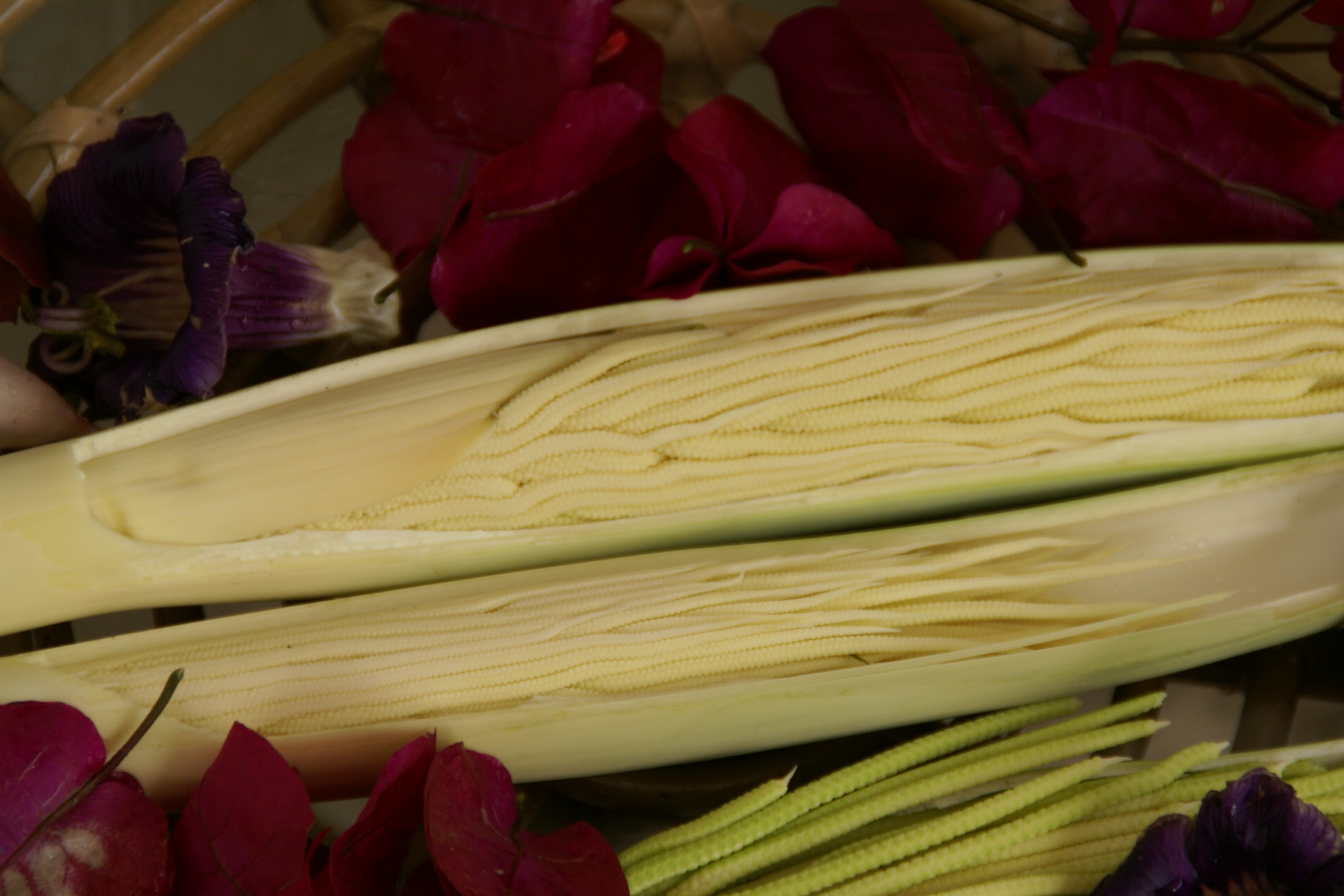
La inflorescencia es la parte comestible de la palma y se conoce como pacaya.

## Usos
Las inflorescencias masculinas inmaduras de la planta son consideradas un manjar en Guatemala y El Salvador puesto que son comestibles. Las inflorescencias sin abrir se asemejan mucho a una mazorca de maíz en apariencia y tamaño. De hecho, la palabra tepejilote significa «maíz de montaña» en lengua náhuatl y fue seleccionada por esta semejanza para integrar el nombre. El nombre común pacaya, que hace referencia tanto a la planta como a sus flores comestibles, y la abundancia de esta dio el nombre al Volcán de Pacaya.
La pacaya tiene un sabor algo amargo, aunque es menor en las variedades cultivadas. Se come en ensaladas (especialmente en el fiambre, una ensalada que tradicionalmente se come en Guatemala tanto en Día de Todos los Santos y el Día de los Fieles Difuntos ) o cubierto con huevo batido y posteriormente frito. Este último plato se llama «envueltos de pacaya» y suele servirse con salsa de tomate.